# Douglas Cloudster II
El Douglas Cloudster II fue un prototipo estadounidense de avión ligero de cinco plazas de finales de los años 40 del siglo XX. Tenía un diseño inusual, con dos motores de pistón embutidos, impulsando una sola hélice propulsora. Se construyó un único ejemplar, que voló solamente dos veces, ya que se probó demasiado caro para ser viable comercialmente.

## Desarrollo y diseño
A principios de los años 40, la Douglas Aircraft Corporation desarrolló una configuración para un avión bimotor de altas prestaciones, en el que los motores estaban embutidos en el fuselaje, impulsando hélices montadas detrás de una cola convencional, con el objetivo de reducir la resistencia mediante la eliminación de objetos inductores de la misma, como los motores del ala. Esta disposición fue mostrada inicialmente en el bombardero Douglas XB-42 Mixmaster, que voló por primera vez en 1944, presentando un 30% menos de resistencia, comparado con una disposición convencional de un bimotor, así como eliminando los problemas de manejo debidos al empuje asimétrico cuando se volaba con un solo motor.
Debido al éxito inicial del XB-42, Douglas adoptó esta prometedora nueva disposición en un avión de pasajeros de medio alcance, el DC-8, y en un avión ligero de cinco plazas adecuado para uso ejecutivo o chárter, el Model 1015 o Cloudster II.
El Cloudster II era un monoplano de ala baja con tren de aterrizaje triciclo retráctil. El piloto y cuatro pasajeros se sentaban en una cabina cerrada bien adelantada al ala recta de flujo laminar. Dos motores de pistón refrigerados por aire estaban embutidos en el fuselaje trasero, impulsando un sola hélice bipala de 2,4 m de diámetro, montada detrás del empenaje, a través de ejes de transmisión tomados de cazas P-39. Dos tomas de aire delante del ala dirigían el aire refrigerante hacia los motores, que luego era expulsado por debajo del fuselaje.

## Historia operacional
El Cloudster II realizó su vuelo inaugural el 12 de marzo de 1947. Aunque las prestaciones y el manejo del avión estaban bien, sufría de excesiva vibración, y se sobrecalentaba cuando estaba en tierra. El desarrollo se abandonó a finales de 1947, habiendo volado el prototipo sólo dos veces, ya que el mercado civil aéreo de posguerra no se había desarrollado como se deseaba, mientras que el precio de venta se había elevado de los 30000 dólares originalmente planeados, a 68000, haciendo que el avión resultase comercialmente inviable.

## Especificaciones
Referencia datos: McDonnell Douglas Aircraft since 1920

### Características generales
- Tripulación: Uno
- Capacidad: Cuatro pasajeros
- Longitud: 12,13 m
- Envergadura: 10,78 m
- Altura: 3,7 m
- Peso vacío: 1451,5 kg
- Peso cargado: 2306,5 kg
- Planta motriz: 2× motor lineal de 6 cilindros refrigerado por aire Continental E-250.
  - Potencia: 186,4 kW (250 hp) cada uno.

### Rendimiento
- Velocidad nunca excedida (Vne): 368,5 km/h a 365 m
- Velocidad crucero (Vc): 321,9 km/h
- Alcance: 1528,9 km
- Alcance en ferry: 1891 km
- Techo de vuelo: 6766,6 m (22200 pies)
- Régimen de ascenso: 7,62 m/s (1500 pies /min)

### Aeronaves similares
- Douglas DC-8 (avión de pasajeros a hélice)